# Canillas de Abajo
Canillas de Abajo és un municipi de la província de Salamanca a la comunitat autònoma de Castella i Lleó. Limita al nord amb La Mata de Ledesma i Rollán, a l'est amb Barbadillo i Calzada de Don Diego, al sud amb Robliza de Cojos i a l'oest amb Tabera de Abajo.

## Demografia
| 1991 | 1996 | 2001 | 2004 |
| ---- | ---- | ---- | ---- |
| 149  | 119  | 106  | 102  |